# Gaëlle Enganamouit
Gaëlle Enganamouit (Yaoundé, 9 juni 1992) is een Kameroens voetbalspeelster.
Enganamouit kwam uit voor Spartak Subotica in de Servische competitie, waarvoor ze in de Champions League uitkwam. Voor dit team maakte ze het snelste doelpunt in de geschiedenis van het vrouwenvoetbal, na twee seconden.
In 2019 ging ze van de Noorse Avaldsnes naar het Spaanse Málaga, maar na twee wedstrijden werd bekend dat ze de club zou verlaten.
Op 9 juni 2020 kondigde Gaëlle Enganamouit haar 28e verjaardag aan, het einde van haar carrière.

## Statistieken
| Seizoen | Club              | Land       | Competitie | Wedstrijden | Doelpunten |
| ------- | ----------------- | ---------- | ---------- | ----------- | ---------- |
| 2014    | Eskilstuna United | Denemarken | DAM        | 19          | –          |
| 2015    | Eskilstuna United | Denemarken | DAM        | 22          | 6          |
| 2016    | FC Rosengård      | Denemarken | DAM        | 4           | 18         |
| 2018    | Avaldsnes         | Noorwegen  | TOP        | 15          | 1          |
| 2018/19 | Málaga            | Spanje     | PDF        | 2           | 4          |
| Totaal  | Totaal            | Totaal     | Totaal     | 62          | 29         |

Laatste update: jun 2019

## Interlands
In 2012 speelde ze op de Olympische zomerspelen in Londen.
In 2015 speelde ze 4 wedstrijden op het WK Vrouwen, waarin ze drie maal voor Kameroen scoorde.

## Privé
Enganamouit begon in haar geboortestad Yaoundé een voetbalacademie, om de vooroordelen tegen vrouwenvoetbal in Kameroen te bestrijden.